# Hermitovy polynomy
Hermitovy polynomy jsou v matematice klasická posloupnost ortogonálních polynomů.
Hermitovy polynomy se objevují:
- ve zpracování signálu jako Hermitovské vlnky pro analýzu vlnkovou transformací
- v pravděpodobnosti, jako například Edgeworthova řada nebo v souvislosti s Brownovým pohybem;
- v kombinatorice, jako příklad Appellovy posloupnosti, která řídí stínový počet;
- v numerické matematice jako Gaussovo kvadraturní pravidlo;
- ve fyzice, kde popisují kvantové stavy kvantového harmonického oscilátoru;
- v teorii systémů ve spojení s nelineárními operacemi na gaussovském šumu.
- v náhodných maticích v gaussovských náhodných maticích.

Hermitovy polynomy definoval (i když v sotva rozpoznatelném formě) Pierre-Simon Laplace v roce 1810; detailně je zkoumal Pafnutij Lvovič Čebyšev v roce 1859. Čebyševova práce však byla přehlížena a polynomy byly později pojmenovány po Charlesu Hermitovi, který je popsal jako nové v roce 1864. Hermite tyto polynomy tedy neobjevil jako první, ale ve svém pozdějším díle z roku 1865 definoval vícerozměrné polynomy.

## Definice
Hermitovy polynomy je možné definovat stejně jako jiné klasické ortogonální polynomy několika způsoby. Je třeba si uvědomit, že existují dvě různé definice, přičemž obvyklejší je tato:
- „pravděpodobnostní Hermitovy polynomy“ jsou dány vzorcem

{\displaystyle {\mathit {He}}_{n}(x)=(-1)^{n}e^{\frac {x^{2}}{2}}{\frac {d^{n}}{{\mbox{d}}x^{n}}}e^{-{\frac {x^{2}}{2}}},}
- zatímco „fyzikální Hermitovy polynomy“ jsou dány vzorcem

{\displaystyle H_{n}(x)=(-1)^{n}e^{x^{2}}{\frac {d^{n}}{{\mbox{d}}x^{n}}}e^{-x^{2}}.}
Tyto rovnice mají tvar Rodriguesova vzorce a zapisují se také jako
{\displaystyle {\mathit {He}}_{n}(x)=\left(x-{\frac {\mbox{d}}{{\mbox{d}}x}}\right)^{n}\cdot 1,\quad H_{n}(x)=\left(2x-{\frac {\mbox{d}}{{\mbox{d}}x}}\right)^{n}\cdot 1.}
tyto dvě definice ovšem nejsou přesně identické; liší se použitím jiného měřítka:
{\displaystyle H_{n}(x)=2^{\frac {n}{2}}{\mathit {He}}_{n}\left({\sqrt {2}}\,x\right),\quad {\mathit {He}}_{n}(x)=2^{-{\frac {n}{2}}}H_{n}\left({\frac {x}{\sqrt {2}}}\right).}
Tyto posloupnosti Hermitových polynomů se liší rozptylem; viz výklad o variancích níže.
Obvykle se pravděpodobnostní a fyzikální Hermitovy polynomy rozlišují značením He a H, v teorii pravděpodobnosti se však často místo Hen používá Hn, protože
{\displaystyle {\frac {1}{\sqrt {2\pi }}}e^{-{\frac {x^{2}}{2}}}}
je hustota pravděpodobnosti pro normální rozdělení se střední hodnotou 0 a směrodatnou odchylkou 1.

Prvních šest pravděpodobnostních Hermitových polynomů He_{n}(x)

- Prvních jedenáct pravděpodobnostních Hermitových polynomů:

{\displaystyle {\begin{aligned}{\mathit {He}}_{0}(x)&=1,\\{\mathit {He}}_{1}(x)&=x,\\{\mathit {He}}_{2}(x)&=x^{2}-1,\\{\mathit {He}}_{3}(x)&=x^{3}-3x,\\{\mathit {He}}_{4}(x)&=x^{4}-6x^{2}+3,\\{\mathit {He}}_{5}(x)&=x^{5}-10x^{3}+15x,\\{\mathit {He}}_{6}(x)&=x^{6}-15x^{4}+45x^{2}-15,\\{\mathit {He}}_{7}(x)&=x^{7}-21x^{5}+105x^{3}-105x,\\{\mathit {He}}_{8}(x)&=x^{8}-28x^{6}+210x^{4}-420x^{2}+105,\\{\mathit {He}}_{9}(x)&=x^{9}-36x^{7}+378x^{5}-1260x^{3}+945x,\\{\mathit {He}}_{10}(x)&=x^{10}-45x^{8}+630x^{6}-3150x^{4}+4725x^{2}-945.\end{aligned}}}

Prvních šest (fyzikálních) Hermitových polynomů H_{n}(x)

- Prvních jedenáct fyzikálních Hermitových polynomů:

{\displaystyle {\begin{aligned}H_{0}(x)&=1,\\H_{1}(x)&=2x,\\H_{2}(x)&=4x^{2}-2,\\H_{3}(x)&=8x^{3}-12x,\\H_{4}(x)&=16x^{4}-48x^{2}+12,\\H_{5}(x)&=32x^{5}-160x^{3}+120x,\\H_{6}(x)&=64x^{6}-480x^{4}+720x^{2}-120,\\H_{7}(x)&=128x^{7}-1344x^{5}+3360x^{3}-1680x,\\H_{8}(x)&=256x^{8}-3584x^{6}+13440x^{4}-13440x^{2}+1680,\\H_{9}(x)&=512x^{9}-9216x^{7}+48384x^{5}-80640x^{3}+30240x,\\H_{10}(x)&=1024x^{10}-23040x^{8}+161280x^{6}-403200x^{4}+302400x^{2}-30240.\end{aligned}}}

## Vlastnosti
Hermitův polynom n-tého řádu je polynom stupně n. Pravděpodobnostní verze Hen má vedoucí koeficient 1, zatímco fyzikální verze Hn má úvodní koeficient 2n.

### Symetrie
Z Rodriguesova vzorce uvedeného výše je vidět, že Hn(x) a Hen(x) jsou sudé nebo liché funkce podle n: 
{\displaystyle H_{n}(-x)=(-1)^{n}H_{n}(x),\quad {\mathit {He}}_{n}(-x)=(-1)^{n}{\mathit {He}}_{n}(x).}

### Ortogonalita
Hn(x) a Hen(x) jsou polynomy n-tého stupně pro n = 0, 1, 2, 3,.... Tyto polynomy jsou ortogonální vzhledem k váhové funkci (míře)
{\displaystyle w(x)=e^{-{\frac {x^{2}}{2}}}\quad ({\text{pro }}{\mathit {He}})}
nebo
{\displaystyle w(x)=e^{-x^{2}}\quad ({\text{pro }}H),}
tj. máme
{\displaystyle \int _{-\infty }^{\infty }H_{m}(x)H_{n}(x)\,w(x)\,{\mbox{d}}x=0\quad {\text{pro každé }}m\neq n.}
a navíc
{\displaystyle \int _{-\infty }^{\infty }{\mathit {He}}_{m}(x){\mathit {He}}_{n}(x)\,e^{-{\frac {x^{2}}{2}}}\,{\mbox{d}}x={\sqrt {2\pi }}\,n!\,\delta _{nm},}
nebo
{\displaystyle \int _{-\infty }^{\infty }H_{m}(x)H_{n}(x)\,e^{-x^{2}}\,{\mbox{d}}x={\sqrt {\pi }}\,2^{n}n!\,\delta _{nm},}
kde {\displaystyle \delta _{nm}} je Kroneckerovo delta.
Pravděpodobnostní polynomy jsou tedy ortogonální vzhledem ke standardní normální hustotě pravděpodobnosti.

### Úplnost
Hermitovy polynomy (jak pravděpodobnostní tak fyzikální) tvoří ortogonální bázi Hilbertova prostoru funkcí, které splňují
{\displaystyle \int _{-\infty }^{\infty }{\bigl |}f(x){\bigr |}^{2}\,w(x)\,{\mbox{d}}x<\infty ,}
ve kterém je vnitřní součin definován integrálem
{\displaystyle \langle f,g\rangle =\int _{-\infty }^{\infty }f(x){\overline {g(x)}}\,w(x)\,{\mbox{d}}x,}
kde w(x) je gaussovská váhová funkce definovaná v předchozí části.
Ortogonální báze pro L2(R, w(x) dx) tvoří úplný ortogonální systém. Pro ortogonální systém je úplnost ekvivalentní se skutečností, že nulová funkce je jedinou funkcí f ∈ L2(R, w(x) dx), která je ortogonální se všemi funkcemi v systému.
Protože lineárním obalem Hermitových polynomů je prostor všech polynomů, pro důkaz úplnosti (pro fyzikální polynomy) stačí dokázat, že pokud f splňuje
{\displaystyle \int _{-\infty }^{\infty }f(x)x^{n}e^{-x^{2}}\,{\mbox{d}}x=0}
pro každé n ≥ 0, pak f = 0.
Jedním ze způsobů, jak to udělat, je uvědomit si, že celá funkce
{\displaystyle F(z)=\int _{-\infty }^{\infty }f(x)e^{zx-x^{2}}\,{\mbox{d}}x=\sum _{n=0}^{\infty }{\frac {z^{n}}{n!}}\int f(x)x^{n}e^{-x^{2}}\,{\mbox{d}}x=0}
bude mít nulovou hodnotu identicky. Skutečnost, že pak bude F(it) = 0 pro každé reálné t znamená, že Fourierova transformace f(x)e−x2 je 0, a tedy že f je 0 skoro všude. Varianty výše uvedeného důkazu úplnosti platí i pro jiné váhy s exponenciálním poklesem.
V Hermitově případě je možné dokázat i explicitní identitu, která implikuje úplnost (viz část na Relace úplnosti níže).
Ekvivalentně lze fakt, že Hermitovy polynomy jsou ortogonální bází pro L2(R, w(x) dx), formulovat zavedením Hermitových funkcí (viz níže) a ukázáním, že jsou ortonormální bází pro L2(R).

### Hermitova diferenciální rovnice
Pravděpodobnostní Hermitovy polynomy jsou řešením diferenciální rovnice
{\displaystyle \left(e^{-{\frac {1}{2}}x^{2}}u'\right)'+\lambda e^{-{\frac {1}{2}}x^{2}}u=0,}
kde λ je konstanta. Zavedením okrajové podmínky, že funkce u musí být v nekonečnu polynomiálně omezená, má rovnice řešení, pouze pokud λ je nezáporné celé číslo, a pak je řešení jednoznačně dáno {\displaystyle u(x)=C_{1}He_{\lambda }(x)}, kde {\displaystyle C_{1}} je konstanta.
Přepsáním diferenciální rovnice jako problém vlastních hodnot
{\displaystyle L[u]=u''-xu'=-\lambda u,}
Hermitovy polynomy {\displaystyle He_{\lambda }(x)} je možné chápat jako vlastní funkce diferenciálního operátoru {\displaystyle L[u]} . Tento problém vlastní hodnoty se nazývá Hermitova rovnice, i když tento termín se také používá pro blízce příbuzné rovnice
{\displaystyle u''-2xu'=-2\lambda u.}
jejichž řešení lze, po stanovení okrajové podmínky, že u musí být polynomiálně omezená v nekonečnu, jednoznačně vyjádřit pomocí fyzikálních Hermitových polynomů ve tvaru {\displaystyle u(x)=C_{1}H_{\lambda }(x)}, kde {\displaystyle C_{1}} je konstanta.
Obecné řešení výše uvedené diferenciální rovnice druhého řádu je vlastně lineární kombinací obou Hermitových polynomů a konfluentní hypergeometrické funkce prvního druhu. Například pro fyzikální Hermitovu rovnici
{\displaystyle u''-2xu'+2\lambda u=0,}
má obecné řešení tvar
{\displaystyle u(x)=C_{1}H_{\lambda }(x)+C_{2}h_{\lambda }(x),}
kde {\displaystyle C_{1}} a {\displaystyle C_{2}} jsou konstanty, {\displaystyle H_{\lambda }(x)} jsou fyzikální Hermitovy polynomy (prvního druhu) a {\displaystyle h_{\lambda }(x)} jsou fyzikální Hermitovy funkce (druhého druhu). Tyto funkce lze kompaktně reprezentovat jako {\displaystyle h_{\lambda }(x)={}_{1}F_{1}(-{\tfrac {\lambda }{2}};{\tfrac {1}{2}};x^{2})} kde {\displaystyle {}_{1}F_{1}(a;b;z)} jsou konfluentní hypergeometrické funkce prvního druhu. Obvyklé Hermitovy polynomy lze také vyjádřit pomocí konfluentních hypergeometrických funkcí, viz níže.
S obecnějšími okrajovými podmínkami je možné zobecnit Hermitovy polynomy pro získání obecnějších analytických funkcí pro komplexní λ. Explicitní vzorec Hermitových polynomů pomocí křivkových integrálů  je také možné.

### Rekurentní vzorec
Posloupnost pravděpodobnostních Hermitových polynomů také vyhovuje diferenční rovnici
{\displaystyle {\mathit {He}}_{n+1}(x)=x{\mathit {He}}_{n}(x)-{\mathit {He}}_{n}'(x).}
Vztah jednotlivých koeficientů popisuje následující rekurentní vzorec:
{\displaystyle a_{n+1,k}={\begin{cases}-na_{n-1,k}&k=0,\\a_{n,k-1}-na_{n-1,k}&k>0,\end{cases}}}
a a0,0= 1, a1,0= 0, a1,1= 1.
Pro fyzikální polynomy, předpokládá
{\displaystyle H_{n}(x)=\sum _{k=0}^{n}a_{n,k}x^{k},}
máme
{\displaystyle H_{n+1}(x)=2xH_{n}(x)-H_{n}'(x).}
Vztah jednotlivých koeficientů popisuje následující rekurentní vzorec:
{\displaystyle a_{n+1,k}={\begin{cases}-a_{n,k+1}&k=0,\\2a_{n,k-1}-(k+1)a_{n,k+1}&k>0,\end{cases}}}
a a0,0= 1, a1,0= 0, a1,1= 2.
Hermitovy polynomy tvoří Appellovu posloupnost, tj. jsou posloupností polynomů, která vyhovuje rovnici
{\displaystyle {\begin{aligned}{\mathit {He}}_{n}'(x)&=n{\mathit {He}}_{n-1}(x),\\H_{n}'(x)&=2nH_{n-1}(x).\end{aligned}}}
Ekvivalentně, podle Taylorova rozvoje,
{\displaystyle {\begin{aligned}{\mathit {He}}_{n}(x+y)&=\sum _{k=0}^{n}{\binom {n}{k}}x^{n-k}{\mathit {He}}_{k}(y)&&=2^{-{\frac {n}{2}}}\sum _{k=0}^{n}{\binom {n}{k}}{\mathit {He}}_{n-k}\left(x{\sqrt {2}}\right){\mathit {He}}_{k}\left(y{\sqrt {2}}\right),\\H_{n}(x+y)&=\sum _{k=0}^{n}{\binom {n}{k}}H_{k}(x)(2y)^{(n-k)}&&=2^{-{\frac {n}{2}}}\cdot \sum _{k=0}^{n}{\binom {n}{k}}H_{n-k}\left(x{\sqrt {2}}\right)H_{k}\left(y{\sqrt {2}}\right).\end{aligned}}}
Tyto identity stínového počtu jsou evidentní a obsažené v reprezentaci diferenciálním operátorem rozebrané níže
{\displaystyle {\begin{aligned}{\mathit {He}}_{n}(x)&=e^{-{\frac {D^{2}}{2}}}x^{n},\\H_{n}(x)&=2^{n}e^{-{\frac {D^{2}}{4}}}x^{n}.\end{aligned}}}
V důsledku pro m-tou derivaci platí:
{\displaystyle {\begin{aligned}{\mathit {He}}_{n}^{(m)}(x)&={\frac {n!}{(n-m)!}}{\mathit {He}}_{n-m}(x)&&=m!{\binom {n}{m}}{\mathit {He}}_{n-m}(x),\\H_{n}^{(m)}(x)&=2^{m}{\frac {n!}{(n-m)!}}H_{n-m}(x)&&=2^{m}m!{\binom {n}{m}}H_{n-m}(x).\end{aligned}}}
Odtud plyne, že Hermitovy polynomy také vyhovují diferenční rovnici
{\displaystyle {\begin{aligned}{\mathit {He}}_{n+1}(x)&=x{\mathit {He}}_{n}(x)-n{\mathit {He}}_{n-1}(x),\\H_{n+1}(x)&=2xH_{n}(x)-2nH_{n-1}(x).\end{aligned}}}
Tyto poslední vzorce se spolu s počátečními polynomy H0(x) a H1(x) používají v praxi pro rychlé vyčíslení hodnoty polynomů.
Platí Turánovy nerovnosti:
{\displaystyle {\mathit {H}}_{n}(x)^{2}-{\mathit {H}}_{n-1}(x){\mathit {H}}_{n+1}(x)=(n-1)!\sum _{i=0}^{n-1}{\frac {2^{n-i}}{i!}}{\mathit {H}}_{i}(x)^{2}>0.}
a následující multiplikační věta:
{\displaystyle {\begin{aligned}H_{n}(\gamma x)&=\sum _{i=0}^{\left\lfloor {\tfrac {n}{2}}\right\rfloor }\gamma ^{n-2i}(\gamma ^{2}-1)^{i}{\binom {n}{2i}}{\frac {(2i)!}{i!}}H_{n-2i}(x),\\{\mathit {He}}_{n}(\gamma x)&=\sum _{i=0}^{\left\lfloor {\tfrac {n}{2}}\right\rfloor }\gamma ^{n-2i}(\gamma ^{2}-1)^{i}{\binom {n}{2i}}{\frac {(2i)!}{i!}}2^{-i}{\mathit {He}}_{n-2i}(x).\end{aligned}}}

### Explicitní vyjádření
Fyzikální Hermitovy polynomy je možné psát explicitně jako
{\displaystyle H_{n}(x)={\begin{cases}\displaystyle n!\sum _{l=0}^{\frac {n}{2}}{\frac {(-1)^{{\tfrac {n}{2}}-l}}{(2l)!\left({\tfrac {n}{2}}-l\right)!}}(2x)^{2l}&{\text{pro sudé }}n,\\\displaystyle n!\sum _{l=0}^{\frac {n-1}{2}}{\frac {(-1)^{{\frac {n-1}{2}}-l}}{(2l+1)!\left({\frac {n-1}{2}}-l\right)!}}(2x)^{2l+1}&{\text{pro liché }}n.\end{cases}}}
Tyto dvě rovnice je možné zkombinovat do jedné pomocí funkce celá část:
{\displaystyle H_{n}(x)=n!\sum _{m=0}^{\left\lfloor {\tfrac {n}{2}}\right\rfloor }{\frac {(-1)^{m}}{m!(n-2m)!}}(2x)^{n-2m}.}
Pravděpodobnostní Hermitovy polynomy He mají podobné vzorce, které je možné získat z těchto nahrazením mocniny 2x odpovídající mocninou √2 x a znásobením celého součtu výrazem 2−n⁄2:
{\displaystyle He_{n}(x)=n!\sum _{m=0}^{\left\lfloor {\tfrac {n}{2}}\right\rfloor }{\frac {(-1)^{m}}{m!(n-2m)!}}{\frac {x^{n-2m}}{2^{m}}}.}

### Inverzní explicitní výraz
Inverzí výše uvedených explicitních výrazů, tj. výrazů pro jednočleny v členech pravděpodobnostních Hermitových polynomů He jsou
{\displaystyle x^{n}=n!\sum _{m=0}^{\left\lfloor {\tfrac {n}{2}}\right\rfloor }{\frac {1}{2^{m}m!(n-2m)!}}He_{n-2m}(x).}
Odpovídající výrazy pro fyzikální Hermitovy polynomy H zjistíme přímo správnou změnou měřítka takto:
{\displaystyle x^{n}={\frac {n!}{2^{n}}}\sum _{m=0}^{\left\lfloor {\tfrac {n}{2}}\right\rfloor }{\frac {1}{m!(n-2m)!}}H_{n-2m}(x).}

### Vytvořující funkce
Hermitovy polynomy lze zadat vytvořující funkcí
{\displaystyle {\begin{aligned}e^{xt-{\frac {1}{2}}t^{2}}&=\sum _{n=0}^{\infty }{\mathit {He}}_{n}(x){\frac {t^{n}}{n!}},\\e^{2xt-t^{2}}&=\sum _{n=0}^{\infty }H_{n}(x){\frac {t^{n}}{n!}}.\end{aligned}}}
Tato rovnost je platná pro všechny komplexní hodnoty x a t a je možné ji získat zapsáním Taylorova rozvoje v x celé funkce z → e−z2 (ve fyzikálním případě). Můžeme také odvodit (fyzikální) vytvořující funkce pomocí Cauchyův vzorec zapsat Hermitovy polynomy jako
{\displaystyle H_{n}(x)=(-1)^{n}e^{x^{2}}{\frac {{\mbox{d}}^{n}}{{\mbox{d}}x^{n}}}e^{-x^{2}}=(-1)^{n}e^{x^{2}}{\frac {n!}{2\pi i}}\oint _{\gamma }{\frac {e^{-z^{2}}}{(z-x)^{n+1}}}\,dz.}
Dosazením do součtu
{\displaystyle \sum _{n=0}^{\infty }H_{n}(x){\frac {t^{n}}{n!}},}
je možné vyhodnotit zbývající integrál pomocí reziduového počtu a tak získat požadovanou vytvořující funkci.

### Střední hodnoty
Pokud X je náhodná veličina s normálním rozdělením se standardní odchylkou 1 a střední hodnotou μ, pak
{\displaystyle \operatorname {\mathbb {E} } \left[{\mathit {He}}_{n}(X)\right]=\mu ^{n}.}
Momenty standardního normálního rozdělení (se střední hodnotou nula) je možné číst přímo z relace pro sudé indexy:
{\displaystyle \operatorname {\mathbb {E} } \left[X^{2n}\right]=(-1)^{n}{\mathit {He}}_{2n}(0)=(2n-1)!!,}
kde (2n − 1)!! je dvojitý faktoriál. Pamatujte, že výše uvedený výraz je speciálním případem reprezentace pravděpodobnostních Hermitových polynomů jako momentů:
{\displaystyle {\mathit {He}}_{n}(x)={\frac {1}{\sqrt {2\pi }}}\int _{-\infty }^{\infty }(x+iy)^{n}e^{-{\frac {y^{2}}{2}}}\,dy.}

### Asymptotický rozvoj
Asymptoticky pro n → ∞, lze použít rozvoj
{\displaystyle e^{-{\frac {x^{2}}{2}}}\cdot H_{n}(x)\sim {\frac {2^{n}}{\sqrt {\pi }}}\Gamma \left({\frac {n+1}{2}}\right)\cos \left(x{\sqrt {2n}}-{\frac {n\pi }{2}}\right)}
Pro určité případy zabývající se širším rozsahem vyhodnocování je nutné zahrnout faktor pro změnu amplitudy:
{\displaystyle e^{-{\frac {x^{2}}{2}}}\cdot H_{n}(x)\sim {\frac {2^{n}}{\sqrt {\pi }}}\Gamma \left({\frac {n+1}{2}}\right)\cos \left(x{\sqrt {2n}}-{\frac {n\pi }{2}}\right)\left(1-{\frac {x^{2}}{2n+1}}\right)^{-{\frac {1}{4}}}={\frac {2\Gamma (n)}{\Gamma \left({\frac {n}{2}}\right)}}\cos \left(x{\sqrt {2n}}-{\frac {n\pi }{2}}\right)\left(1-{\frac {x^{2}}{2n+1}}\right)^{-{\frac {1}{4}}},}
což lze, pomocí Stirlingova vzorce dále zjednodušit; v limitě na
{\displaystyle e^{-{\frac {x^{2}}{2}}}\cdot H_{n}(x)\sim \left({\frac {2n}{e}}\right)^{\frac {n}{2}}{\sqrt {2}}\cos \left(x{\sqrt {2n}}-{\frac {n\pi }{2}}\right)\left(1-{\frac {x^{2}}{2n+1}}\right)^{-{\frac {1}{4}}}.}
Toto rozvoj je potřebný pro řešení vlnové funkce kvantového harmonického oscilátoru tak, že souhlasí s klasickou aproximací v limitě principu korespondence.
Lepší aproximaci, která odpovídá za variaci ve frekvenci, popisuje vztah
{\displaystyle e^{-{\frac {x^{2}}{2}}}\cdot H_{n}(x)\sim \left({\frac {2n}{e}}\right)^{\frac {n}{2}}{\sqrt {2}}\cos \left(x{\sqrt {2n+1-{\frac {x^{2}}{3}}}}-{\frac {n\pi }{2}}\right)\left(1-{\frac {x^{2}}{2n+1}}\right)^{-{\frac {1}{4}}}.}
Jemnější aproximace, která bere v úvahu nestejný odstup kořenů blízko hrany, používá substituci
{\displaystyle x={\sqrt {2n+1}}\cos(\varphi ),\quad 0<\varepsilon \leq \varphi \leq \pi -\varepsilon ,}
se kterou máme rovnoměrnou aproximaci
{\displaystyle e^{-{\frac {x^{2}}{2}}}\cdot H_{n}(x)=2^{{\frac {n}{2}}+{\frac {1}{4}}}{\sqrt {n!}}(\pi n)^{-{\frac {1}{4}}}(\sin \varphi )^{-{\frac {1}{2}}}\cdot \left(\sin \left({\frac {3\pi }{4}}+\left({\frac {n}{2}}+{\frac {1}{4}}\right)\left(\sin 2\varphi -2\varphi \right)\right)+O\left(n^{-1}\right)\right).}
Podobná aproximace platí pro monotonní a přechod oblasti. Konkrétně pokud
{\displaystyle x={\sqrt {2n+1}}\cosh(\varphi ),\quad 0<\varepsilon \leq \varphi \leq \omega <\infty ,}
pak
{\displaystyle e^{-{\frac {x^{2}}{2}}}\cdot H_{n}(x)=2^{{\frac {n}{2}}-{\frac {3}{4}}}{\sqrt {n!}}(\pi n)^{-{\frac {1}{4}}}(\sinh \varphi )^{-{\frac {1}{2}}}\cdot e^{\left({\frac {n}{2}}+{\frac {1}{4}}\right)\left(2\varphi -\sinh 2\varphi \right)}\left(1+O\left(n^{-1}\right)\right),}
zatímco pro
{\displaystyle x={\sqrt {2n+1}}+t}
s t komplerxním a omezeným je aproximace
{\displaystyle e^{-{\frac {x^{2}}{2}}}\cdot H_{n}(x)=\pi ^{\frac {1}{4}}2^{{\frac {n}{2}}+{\frac {1}{4}}}{\sqrt {n!}}\,n^{-{\frac {1}{12}}}\left(\operatorname {Ai} \left(2^{\frac {1}{2}}n^{\frac {1}{6}}t\right)+O\left(n^{-{\frac {2}{3}}}\right)\right),}
kde Ai je Airyho funkce prvního druhu.

### Speciální hodnoty
Fyzikální Hermitovy polynomy vyčíslené v bodě nula Hn(0) se nazývají Hermitova čísla.
{\displaystyle H_{n}(0)={\begin{cases}0&{\text{pro lichá }}n,\\(-2)^{\frac {n}{2}}(n-1)!!&{\text{pro sudé }}n,\end{cases}}}
což vyhovuje rekurentnímu vzorci Hn(0) = −2(n − 1)Hn − 2(0).
V členech pravděpodobnostních polynomů se převádí na
{\displaystyle He_{n}(0)={\begin{cases}0&{\text{pro liché }}n,\\(-1)^{\frac {n}{2}}(n-1)!!&{\text{pro sudé }}n.\end{cases}}}

## Vztahy k jiným funkcím

### Laguerrovy polynomy
Hermitovy polynomy lze vyjádřit jako speciální případ Laguerrových polynomů:
{\displaystyle {\begin{aligned}H_{2n}(x)&=(-4)^{n}n!L_{n}^{\left(-{\frac {1}{2}}\right)}(x^{2})&&=4^{n}n!\sum _{k=0}^{n}(-1)^{n-k}{\binom {n-{\frac {1}{2}}}{n-k}}{\frac {x^{2k}}{k!}},\\H_{2n+1}(x)&=2(-4)^{n}n!xL_{n}^{\left({\frac {1}{2}}\right)}(x^{2})&&=2\cdot 4^{n}n!\sum _{k=0}^{n}(-1)^{n-k}{\binom {n+{\frac {1}{2}}}{n-k}}{\frac {x^{2k+1}}{k!}}.\end{aligned}}}

### Vztah k konfluentním hypergeometrickým funkcím
Fyzikální Hermitovy polynomy je možné vyjádřit jako speciální případ parabolických válcových funkcí:
{\displaystyle H_{n}(x)=2^{n}U\left(-{\tfrac {1}{2}}n,{\tfrac {1}{2}},x^{2}\right)}
v pravé polorovině, kde U(a, b, z) je Tricomiho konfluentní hypergeometrické funkce. Podobně
{\displaystyle {\begin{aligned}H_{2n}(x)&=(-1)^{n}{\frac {(2n)!}{n!}}\,_{1}F_{1}{\big (}-n,{\tfrac {1}{2}};x^{2}{\big )},\\H_{2n+1}(x)&=(-1)^{n}{\frac {(2n+1)!}{n!}}\,2x\,_{1}F_{1}{\big (}-n,{\tfrac {3}{2}};x^{2}{\big )},\end{aligned}}}
kde 1F1(a, b; z) = M(a, b; z) je Kummerova konfluentní hypergeometrické funkce.

## Reprezentace diferenciálním operátorem
Pravděpodobnostní Hermitovy polynomy vyhovují vztahu
{\displaystyle {\mathit {He}}_{n}(x)=e^{-{\frac {D^{2}}{2}}}x^{n},}
kde D reprezentuje derivaci podle x a exponenciální funkce je interpretována svým rozvojem na mocninnou řadu. O konvergenci této řady aplikované na polynomy není pochyb, protože všechny členy až na konečný počet zanikají.
Protože koeficienty mocninné řady exponenciální funkce jsou známé a derivace vyššího řádu jednočlenu xn je možné zapsat explicitně, tato reprezentace diferenciálním operátorem dává konkrétní vzorec pro koeficienty Hn, který lze použít pro rychlý výpočet těchto polynomů.
Protože formální výraz pro Weierstrassovu transformaci W je eD2, vidíme, že Weierstrassova transformace (√2)nHen(x⁄√2) je xn. Weierstrassova transformace tedy v zásadě převádí řadu Hermitových polynomů na odpovídající Taylorovu řadu.
Existence nějaké formální mocninné řady g(D) s nenulovým konstantním koeficientem, takové, že Hen(x) = g(D)xn, je dalším ekvivalentem tvrzení, že tyto polynomy tvoří Appellovu posloupnost. Protože jsou Appellovou posloupností, jsou také Shefferovou posloupností.

## Reprezentace křivkovým integrálem
Z reprezentace generující funkce uvedené výše, vidíme, že Hermitovy polynomy lze reprezentovat pomocí křivkový integrál, protože
{\displaystyle {\begin{aligned}{\mathit {He}}_{n}(x)&={\frac {n!}{2\pi i}}\oint _{C}{\frac {e^{tx-{\frac {t^{2}}{2}}}}{t^{n+1}}}\,dt,\\H_{n}(x)&={\frac {n!}{2\pi i}}\oint _{C}{\frac {e^{2tx-t^{2}}}{t^{n+1}}}\,dt,\end{aligned}}}
s křivkou obkružující počátek souřadnicového systému.

## Zobecnění
Pravděpodobnostní Hermitovy polynomy definované výše jsou ortogonální vůči standardnímu normálnímu rozdělení pravděpodobnosti, jehož hustota je
{\displaystyle {\frac {1}{\sqrt {2\pi }}}e^{-{\frac {x^{2}}{2}}},}
a které má střední hodnotu 0 a rozptyl 1.
Při změně měřítka je možné obdobně mluvit o zobecněných Hermitových polynomech
{\displaystyle {\mathit {He}}_{n}^{[\alpha ]}(x)}
s rozptylem α, kde α je jakékoli kladné číslo. Tyto jsou pak ortogonální vzhledem k normální rozdělení pravděpodobnosti, jejíž hustota je
{\displaystyle (2\pi \alpha )^{-{\frac {1}{2}}}e^{-{\frac {x^{2}}{2\alpha }}}.}
Jsou daný
{\displaystyle {\mathit {He}}_{n}^{[\alpha ]}(x)=\alpha ^{\frac {n}{2}}{\mathit {He}}_{n}\left({\frac {x}{\sqrt {\alpha }}}\right)=\left({\frac {\alpha }{2}}\right)^{\frac {n}{2}}H_{n}\left({\frac {x}{\sqrt {2\alpha }}}\right)=e^{-{\frac {\alpha D^{2}}{2}}}\left(x^{n}\right).}
Nyní, pokud
{\displaystyle {\mathit {He}}_{n}^{[\alpha ]}(x)=\sum _{k=0}^{n}h_{n,k}^{[\alpha ]}x^{k},}
pak posloupnost polynomů, jejíž n-tý člen je
{\displaystyle \left({\mathit {He}}_{n}^{[\alpha ]}\circ {\mathit {He}}^{[\beta ]}\right)(x)\equiv \sum _{k=0}^{n}h_{n,k}^{[\alpha ]}\,{\mathit {He}}_{k}^{[\beta ]}(x)}
se nazývá stínová kompozice dvou posloupností polynomů. Lze dokázat, že vyhovuje identitám
{\displaystyle \left({\mathit {He}}_{n}^{[\alpha ]}\circ {\mathit {He}}^{[\beta ]}\right)(x)={\mathit {He}}_{n}^{[\alpha +\beta ]}(x)}
a
{\displaystyle {\mathit {He}}_{n}^{[\alpha +\beta ]}(x+y)=\sum _{k=0}^{n}{\binom {n}{k}}{\mathit {He}}_{k}^{[\alpha ]}(x){\mathit {He}}_{n-k}^{[\beta ]}(y).}
Poslední vztah lze vyjádřit tím, že řekneme, že tato parametrizovaná rodina posloupností polynomů je známá jako křížová posloupnost. (Viz výše uvedená část o Appellových posloupnostech a o reprezentaci diferenciálním operátorem, která vede k její připravené derivaci. Tento vztah identity binomického typu pro α = β =1⁄2 jsme již zaznamenali ve výše uvedené části o rekurentních vzorcích.)

### „Záporný rozptyl“
Protože posloupnosti polynomů tvoří grupu s operací stínové kompozice, je možné pomocí
{\displaystyle {\mathit {He}}_{n}^{[-\alpha ]}(x)}
zapsat posloupnost, která je inverzní k podobně označené posloupnosti, ale bez znaménka minus, proto mluvíme o Hermitových polynomech se záporným rozptylem. Pro α > 0 jsou koeficienty {\displaystyle {\mathit {He}}_{n}^{[-\alpha ]}(x)} pouze absolutními hodnotami odpovídajících koeficientů {\displaystyle {\mathit {He}}_{n}^{[\alpha ]}(x)}.
Tyto koeficienty se objevují jako momenty normálního rozdělení pravděpodobnosti: n-tý moment normálního rozdělení se střední hodnotou μ a rozptylem σ2 je
{\displaystyle E[X^{n}]={\mathit {He}}_{n}^{[-\sigma ^{2}]}(\mu ),}
kde X je náhodná proměnná s uvedeným normálním rozdělením. Speciální případ křížové posloupnosti identit pak říká, že
{\displaystyle \sum _{k=0}^{n}{\binom {n}{k}}{\mathit {He}}_{k}^{[\alpha ]}(x){\mathit {He}}_{n-k}^{[-\alpha ]}(y)={\mathit {He}}_{n}^{[0]}(x+y)=(x+y)^{n}.}

## Aplikace

### Hermitovy funkce
Z fyzikálních polynomů je možnédefinovat Hermitovy funkce (často nazývané Hermitovy-Gaussovy funkce):
{\displaystyle \psi _{n}(x)=\left(2^{n}n!{\sqrt {\pi }}\right)^{-{\frac {1}{2}}}e^{-{\frac {x^{2}}{2}}}H_{n}(x)=(-1)^{n}\left(2^{n}n!{\sqrt {\pi }}\right)^{-{\frac {1}{2}}}e^{\frac {x^{2}}{2}}{\frac {d^{n}}{{\mbox{d}}x^{n}}}e^{-x^{2}}.}
tedy
{\displaystyle {\sqrt {2(n+1)}}~~\psi _{n+1}(x)=\left(x-{d \over {\mbox{d}}x}\right)\psi _{n}(x).}
Protože tyto funkce obsahují druhou odmocninu váhové funkce a jejich měřítko bylo vhodným způsobem upravené, jsou ortonormální:
{\displaystyle \int _{-\infty }^{\infty }\psi _{n}(x)\psi _{m}(x)\,{\mbox{d}}x=\delta _{nm},}
a tvoří ortonormální bázi prostoru L2(R). Tato skutečnost je ekvivalentní se stejným tvrzením pro Hermitovy polynomy (viz výše).
Hermitovy funkce úzce souvisí s Whittakerovou funkcí  Dn(z):
{\displaystyle D_{n}(z)=\left(n!{\sqrt {\pi }}\right)^{\frac {1}{2}}\psi _{n}\left({\frac {z}{\sqrt {2}}}\right)=(-1)^{n}e^{\frac {z^{2}}{4}}{\frac {d^{n}}{dz^{n}}}e^{\frac {-z^{2}}{2}}}
a díky tomu i s dalšími parabolickými válcovými funkcemi.
Hermitovy funkce vyhovují diferenciální rovnici
{\displaystyle \psi _{n}''(x)+\left(2n+1-x^{2}\right)\psi _{n}(x)=0.}
Tato rovnice je ekvivalentní se Schrödingerovou rovnicí pro harmonický oscilátor v kvantové mechanice, a tyto funkce jsou tedy vlastní funkce.

Hermitovy funkce: 0 (plná modrá), 1 (čárkovaná oranžová), 2 (čerchovaná zelená), 3 (tečkovaná červená), 4 (plná fialová), a 5 (čárkovaná hnědá)

Hermitovy funkce: 0 (plná modrá), 2 (čárkovaná oranžová), 4 (čerchovaná zelená) 50 (plná červená)

{\displaystyle {\begin{aligned}\psi _{0}(x)&=\pi ^{-{\frac {1}{4}}}\,e^{-{\frac {1}{2}}x^{2}},\\\psi _{1}(x)&={\sqrt {2}}\,\pi ^{-{\frac {1}{4}}}\,x\,e^{-{\frac {1}{2}}x^{2}},\\\psi _{2}(x)&=\left({\sqrt {2}}\,\pi ^{\frac {1}{4}}\right)^{-1}\,\left(2x^{2}-1\right)\,e^{-{\frac {1}{2}}x^{2}},\\\psi _{3}(x)&=\left({\sqrt {3}}\,\pi ^{\frac {1}{4}}\right)^{-1}\,\left(2x^{3}-3x\right)\,e^{-{\frac {1}{2}}x^{2}},\\\psi _{4}(x)&=\left(2{\sqrt {6}}\,\pi ^{\frac {1}{4}}\right)^{-1}\,\left(4x^{4}-12x^{2}+3\right)\,e^{-{\frac {1}{2}}x^{2}},\\\psi _{5}(x)&=\left(2{\sqrt {15}}\,\pi ^{\frac {1}{4}}\right)^{-1}\,\left(4x^{5}-20x^{3}+15x\right)\,e^{-{\frac {1}{2}}x^{2}}.\end{aligned}}}

### Rekurentní vzorec
Podle rekurentního vzorce pro Hermitovy polynomy platí pro Hermitovy funkce
{\displaystyle \psi _{n}'(x)={\sqrt {\frac {n}{2}}}\,\psi _{n-1}(x)-{\sqrt {\frac {n+1}{2}}}\psi _{n+1}(x)}
a
{\displaystyle x\psi _{n}(x)={\sqrt {\frac {n}{2}}}\,\psi _{n-1}(x)+{\sqrt {\frac {n+1}{2}}}\psi _{n+1}(x).}
Rozvoj prvního vzorce pro libovolnou m-tou derivaci pro jakékoli kladné celé číslo m vede k
{\displaystyle \psi _{n}^{(m)}(x)=\sum _{k=0}^{m}{\binom {m}{k}}(-1)^{k}2^{\frac {m-k}{2}}{\sqrt {\frac {n!}{(n-m+k)!}}}\psi _{n-m+k}(x){\mathit {He}}_{k}(x).}
Tento vzorec může být používán ve spojení s rekurentními vzorci pro Hen a ψn pro efektivní výpočet jakékoli derivace Hermitovy funkce.

### Cramérova nerovnost
Pro reálné x vyhovují Hermitovy funkce následujícímu omezení, které dokázal Harald Cramér a Jack Indritz:
{\displaystyle {\bigl |}\psi _{n}(x){\bigr |}\leq \pi ^{-{\frac {1}{4}}}.}

### Hermitovy funkce jako vlastní funkce Fourierovy transformace
Hermitovy funkce ψn(x) jsou sadou vlastních funkcí Fourierovy transformace {\displaystyle {\mathcal {F}}}. Pro ověření použijeme fyzikální verzi vytvořující funkce a znásobíme ji e−1⁄2x2. Tím dostaneme
{\displaystyle e^{-{\frac {1}{2}}x^{2}+2xt-t^{2}}=\sum _{n=0}^{\infty }e^{-{\frac {1}{2}}x^{2}}H_{n}(x){\frac {t^{n}}{n!}}.}
Fourierovu transformaci levé strany popisuje vzorec
{\displaystyle {\begin{aligned}{\mathcal {F}}\left\{e^{-{\frac {1}{2}}x^{2}+2xt-t^{2}}\right\}(k)&={\frac {1}{\sqrt {2\pi }}}\int _{-\infty }^{\infty }e^{-ixk}e^{-{\frac {1}{2}}x^{2}+2xt-t^{2}}\,{\mbox{d}}x\\&=e^{-{\frac {1}{2}}k^{2}-2kit+t^{2}}\\&=\sum _{n=0}^{\infty }e^{-{\frac {1}{2}}k^{2}}H_{n}(k){\frac {(-it)^{n}}{n!}}.\end{aligned}}}
Fourierovu transformaci pravé strany pak vzorec
{\displaystyle {\mathcal {F}}\left\{\sum _{n=0}^{\infty }e^{-{\frac {1}{2}}x^{2}}H_{n}(x){\frac {t^{n}}{n!}}\right\}=\sum _{n=0}^{\infty }{\mathcal {F}}\left\{e^{-{\frac {1}{2}}x^{2}}H_{n}(x)\right\}{\frac {t^{n}}{n!}}.}
Srovnáním stejných mocnin t v transformované verzi levé a pravé strany dostáváme
{\displaystyle {\mathcal {F}}\left\{e^{-{\frac {1}{2}}x^{2}}H_{n}(x)\right\}=(-i)^{n}e^{-{\frac {1}{2}}k^{2}}H_{n}(k).}
Hermitovy funkce ψn(x) jsou tedy ortonormální bází prostoru L2(R), která diagonalizuje Fourierův transformační operátor.

### Wignerova distribuce Hermitovy funkce
Wignerova distribuční funkce n-tého řádu Hermitovy funkce souvisí s Laguerrovými polynomy n-tého řádu. Laguerrovy polynomy jsou
{\displaystyle L_{n}(x):=\sum _{k=0}^{n}{\binom {n}{k}}{\frac {(-1)^{k}}{k!}}x^{k},}
které vedou k oscilátorovým Laguerrovým funkcím
{\displaystyle l_{n}(x):=e^{-{\frac {x}{2}}}L_{n}(x).}
Pro všechna přirozená čísla n je zřejmé, že
{\displaystyle W_{\psi _{n}}(t,f)=(-1)^{n}l_{n}{\big (}4\pi (t^{2}+f^{2}){\big )},}
kde Wignerova funkce rozdělení x ∈ L2(R, C) je definována jako
{\displaystyle W_{x}(t,f)=\int _{-\infty }^{\infty }x\left(t+{\frac {\tau }{2}}\right)\,x\left(t-{\frac {\tau }{2}}\right)^{*}\,e^{-2\pi i\tau f}\,d\tau .}
To je základní výsledek pro kvantový harmonický oscilátor, který v roce 1946 objevil Hilbrand J. Groenewold a publikoval ve své disertační práci. Jedná se o standardní paradigma kvantové mechaniky ve fázovém prostoru.
Mezi těmito dvěma rodinami polynomů existují další vztahy.

### Kombinatorická interpretace koeficientů
V Hermitově polynomu Hen(x) s rozptylem 1 je absolutní hodnota koeficientu xk rovna počtu (neuspořádaných) dělení n-prvkové množiny na k singletonů a (n − k)/2 (neuspořádaných) dvojic. Ekvivalentně je to počet involucí n-prvkové množiny s právě k pevnými body, což je počet párování v úplném grafu s n vrcholy, které ponechávají k vrcholů nepokrytých (skutečně, Hermitovy polynomy jsou polynomy párování těchto grafů). Součet absolutních hodnot koeficientů dává celkový počet dělení na singletony a dvojice, tak zvaná telefonní čísla
1, 1, 2, 4, 10, 26, 76, 232, 764, 2620, 9496,... Posloupnost A000085 v databázi On-Line Encyclopedia of Integer Sequences.
Tato kombinatorická interpretace je příbuzná s kompletními exponenciálními Bellovými polynomy jako
{\displaystyle {\mathit {He}}_{n}(x)=B_{n}(x,-1,0,\ldots ,0),}
kde xi= 0 pro všechna i > 2.
Tato čísla je možné také vyjádřit jako speciální hodnotu Hermitových polynomů:
{\displaystyle T(n)={\frac {{\mathit {He}}_{n}(i)}{i^{n}}}.}

### Relace úplnosti
Christoffelův–Darbouxův vzorec pro Hermitovy polynomy má tvar
{\displaystyle \sum _{k=0}^{n}{\frac {H_{k}(x)H_{k}(y)}{k!2^{k}}}={\frac {1}{n!2^{n+1}}}\,{\frac {H_{n}(y)H_{n+1}(x)-H_{n}(x)H_{n+1}(y)}{x-y}}.}
Navíc pro výše uvedené Hermitovy funkce platí následující identita úplnosti ve smyslu distribucí:
{\displaystyle \sum _{n=0}^{\infty }\psi _{n}(x)\psi _{n}(y)=\delta (x-y),}
kde δ je Diracovo delta, ψn jsou Hermitovy funkce a δ(x − y) reprezentuje Lebesgueovu míru na přímce y = x v R2 normalizovanou tak, že její projekce na horizontální osu je obvyklá Lebesgueova míra.
Použitím limity u → 1 v Mehlerově vzorci, který platí pro −1 < u < 1, z této distribuční identity podle  plyne
{\displaystyle E(x,y;u):=\sum _{n=0}^{\infty }u^{n}\,\psi _{n}(x)\,\psi _{n}(y)={\frac {1}{\sqrt {\pi (1-u^{2})}}}\,\exp \left(-{\frac {1-u}{1+u}}\,{\frac {(x+y)^{2}}{4}}-{\frac {1+u}{1-u}}\,{\frac {(x-y)^{2}}{4}}\right),}
což bývá často uváděno ekvivalentně jako separabilní jádro,
{\displaystyle \sum _{n=0}^{\infty }{\frac {H_{n}(x)H_{n}(y)}{n!}}\left({\frac {u}{2}}\right)^{n}={\frac {1}{\sqrt {1-u^{2}}}}e^{{\frac {2u}{1+u}}xy-{\frac {u^{2}}{1-u^{2}}}(x-y)^{2}}.}
Funkce (x, y) → E(x, y; u) je gaussovská hustota pravděpodobnosti funkce dvou proměnných na R2, která je při přiblížení u k 1, velmi zahuštěná kolem přímky y = x a velmi roztažená dále od této přímky. Odtud plyne, že
{\displaystyle \sum _{n=0}^{\infty }u^{n}\langle f,\psi _{n}\rangle \langle \psi _{n},g\rangle =\iint E(x,y;u)f(x){\overline {g(y)}}\,{\mbox{d}}x\,{\mbox{d}}y\to \int f(x){\overline {g(x)}}\,{\mbox{d}}x=\langle f,g\rangle }
pokud jsou funkce f a g spojité a mají kompaktní support.
Odtud je možné vyjádřit f v Hermitově funkci jako sumu řady vektorů v L2(R), jmenovitě,
{\displaystyle f=\sum _{n=0}^{\infty }\langle f,\psi _{n}\rangle \psi _{n}.}
Pro důkaz této rovnosti pro E(x,y;u) použijeme opakovaně Fourierovu transformaci Gaussových funkcí:
{\displaystyle \rho {\sqrt {\pi }}e^{-{\frac {\rho ^{2}x^{2}}{4}}}=\int e^{isx-{\frac {s^{2}}{\rho ^{2}}}}\,ds\quad {\text{for }}\rho >0.}
Hermitův polynom je pak reprezentován jako
{\displaystyle H_{n}(x)=(-1)^{n}e^{x^{2}}{\frac {{\mbox{d}}^{n}}{{\mbox{d}}x^{n}}}\left({\frac {1}{2{\sqrt {\pi }}}}\int e^{isx-{\frac {s^{2}}{4}}}\,ds\right)=(-1)^{n}e^{x^{2}}{\frac {1}{2{\sqrt {\pi }}}}\int (is)^{n}e^{isx-{\frac {s^{2}}{4}}}\,ds.}
Z této reprezentace Hn(x) a Hn(y) je zřejmé, že
{\displaystyle {\begin{aligned}E(x,y;u)&=\sum _{n=0}^{\infty }{\frac {u^{n}}{2^{n}n!{\sqrt {\pi }}}}\,H_{n}(x)H_{n}(y)e^{-{\frac {x^{2}+y^{2}}{2}}}\\&={\frac {e^{\frac {x^{2}+y^{2}}{2}}}{4\pi {\sqrt {\pi }}}}\iint \left(\sum _{n=0}^{\infty }{\frac {1}{2^{n}n!}}(-ust)^{n}\right)e^{isx+ity-{\frac {s^{2}}{4}}-{\frac {t^{2}}{4}}}\,ds\,dt\\&={\frac {e^{\frac {x^{2}+y^{2}}{2}}}{4\pi {\sqrt {\pi }}}}\iint e^{-{\frac {ust}{2}}}\,e^{isx+ity-{\frac {s^{2}}{4}}-{\frac {t^{2}}{4}}}\,ds\,dt,\end{aligned}}}
což, opět pomocí Fourierovy transformace gaussovských jader při substituci, dává požadovanou identitu
{\displaystyle s={\frac {\sigma +\tau }{\sqrt {2}}},\quad t={\frac {\sigma -\tau }{\sqrt {2}}}.}